# Ловеро
Ловеро (італ. Lovero) — муніципалітет в Італії, у регіоні Ломбардія, провінція Сондріо.
Ловеро розташоване на відстані близько 520 км на північ від Рима, 120 км на північний схід від Мілана, 30 км на схід від Сондріо.
Населення — 664 особи (2014).

## Демографія
Населення за роками:

Станом на 1 січня 2023 року в муніципалітеті офіційно проживав 31 іноземець з 11 країн, серед них 4 громадяни країн Євросоюзу та 4 громадяни України.

## Сусідні муніципалітети
- Едоло
- Серніо
- Тово-ді-Сант'Агата
- Вервіо